# گوک (اصطلاح)
گوک (‎/ˈɡuːk/‎ or ‎/ˈɡʊk/‎) یک اصطلاح تحقیر آمیز برای مردم آسیای شرقی و جنوب شرقی است. منشأ آن نامشخص است، اما ممکن است در میان تفنگداران دریایی ایالات متحده در طول جنگ فیلیپین-آمریکایی (۱۸۹۹–۱۹۰۲) سرچشمه گرفته باشد. از نظر تاریخی، پرسنل ارتش ایالات متحده از این کلمه برای اشاره به غیر آمریکایی‌ها از نژادهای مختلف استفاده می‌کردند. اولین نمونه منتشر شده از به کار بردن این واژگان، مربوط به سال ۱۹۲۰ است و اشاره می‌کند که تفنگداران دریایی ایالات متحده در آن زمان در هائیتی از این اصطلاح برای اشاره به هائیتی‌ها استفاده می‌کردند. از این واژه به‌طور گسترده در آسیا در جنگ‌های کره و ویتنام استفاده شد.

## لغت
فرهنگ لغت انگلیسی آکسفورد بیان می‌کند که منشأ این کلمه ناشناخته است. تفنگداران دریایی که نیکاراگوئه را در سال ۱۹۱۲ اشغال کردند، بومیان را گوک خطاب می‌کردند. در سال ۱۹۲۰، گزارش شد که تفنگداران دریایی ایالات متحده در هائیتی از این اصطلاح برای اشاره به هائیتی‌ها استفاده می‌کنند. استفاده قبلی از gook، که در فرهنگ لغت عامیانه منتشر شده در سال ۱۸۹۳ ثبت شده‌است، که گوک را به عنوان «فاحشه ضعیف» تعریف می‌کند.

## استفاده تاریخی
منشأ گوک نامشخص است، اما ممکن است در میان تفنگداران دریایی ایالات متحده در طول جنگ فیلیپین-آمریکایی (۱۸۹۹–۱۹۰۲) سرچشمه گرفته باشد. از نظر تاریخی، پرسنل ارتش ایالات متحده از این کلمه برای اشاره به غیر آمریکایی‌ها از نژادهای مختلف استفاده می‌کردند.
اگرچه از این واژگان عمدتاً برای توصیف خارجی‌های اروپایی به جز کسانی که از انگلستان، به ویژه آسیای شرقی و جنوب شرقی هستند، استفاده می‌شد، اما برای توصیف خارجی‌ها هم به‌طور کلی استفاده شده‌است،
هنگامی که نیروهای آمریکایی در شبه جزیره کره در آغاز جنگ کره مستقر شدند، استفاده از کلمه گوک در چند ماه اول جنگ به قدری رایج بود که ژنرال آمریکایی داگلاس مک آرتور استفاده از آن را ممنوع کرد، زیرا می‌ترسید آسیایی‌ها از خود بیگانه شوند یا آنکه این واژه را توهین آمیز می‌دانستند. علیرغم ممنوعیت اولیه مک آرتور، این اصطلاح توسط سربازان آمریکایی در طول درگیری استفاده شد، و نیروهای اشغالگر پس از جنگ ایالات متحده در کره جنوبی، کره ای‌ها را «گوک» نامیدند.
در استفاده مدرن ایالات متحده، «گوک» به ویژه به سربازان کمونیست در طول جنگ ویتنام اشاره دارد و همچنین برای تمام ویتنامی‌ها و در زمان‌های دیگر به‌طور کلی برای همه آسیای جنوب شرقی استفاده شده‌است. بسیار توهین آمیز در نظر گرفته می‌شود.